# Dialidae
Dialidae zijn een familie van weekdieren uit de klasse van de Gastropoda (slakken).

## Taxonomie
De volgende geslachten zijn bij de familie ingedeeld:
- Diala A. Adams, 1861
  - = Laevitesta Laseron, 1950
- Mellitestea Laseron, 1956
- Paradiala Laseron, 1956